# Chilobrachys sericeus
Chilobrachys sericeus là một loài nhện trong họ Theraphosidae.
Loài này thuộc chi Chilobrachys. Chilobrachys sericeus được Tord Tamerlan Teodor Thorell miêu tả năm 1895.